# José María Arrate Llosa
José María Arrate Llosa (Bilbao, País Basc, 16 de setembre de 1940) és un empresari i exdirigent esportiu basc, especialment conegut per haver estat president de l'Athletic Club durant set anys, de 1994 a 2001.

## Biografia

### Com a empresari
José María Arrate és un empresari del sector vinícola, propietari de cellers en diverses localitats del País Basc. També ha ocupat càrrecs directius en empreses del sector de la construcció.

### Com a dirigent esportiu
Soci de l'Athletic Club des dels dotze anys, va ingressar en la directiva del club com a portaveu de la Junta Directiva presidida per Jesús María Duñabeitia. Posteriorment, durant el mandat de Pedro Aurtenetxe, va mantenir aquest càrrec, sent a més vicepresident del club. En ocasió del segrest per part d'ETA de l'empresari i també directiu del club, Juan Pedro Guzmán, va ser el portaveu de la família.
Després de vuit anys com a directiu, el 1990 es va presentar a les eleccions, després de renunciar Aurtenetxe a una nova reelecció. Arrate, considerat el candidat continuista i més afí al Partit Nacionalista Basc (PNB), va tenir com a oponents en la carrera electoral a José Antonio Llantada -que es va retirar a última hora-, Santiago Francés i José Julián Lertxundi, excompany de junta directiva que havia passat a liderar l'oposició a Aurtenetxe. Finalment, va ser Lertxundi qui es va imposar en les urnes amb una àmplia majoria: 8516 vots, per davant dels 5109 que va rebre Arrate i els 750 de Francés.
Quatre anys més tard, el 8 de juny de 1994, Lertxundi i Arrate van tornar a enfrontar-se en una jornada electoral. En aquesta ocasió, va ser Arrate qui va accedir a la presidència, en obtenir el vot de 8089 socis (el 46% dels votants), per davant del 38% de suports a Lertxundi i del 15% que va rebre José María Gorordo.
Un cop va accedir al càrrec, Arrate va donar un gir a la tradicional política venedora de l'Athletic, passant a ser un club comprador, amb la contractació dels internacionals Bittor Alkiza i Jon Andoni Goikoetxea. Una altra incorporació mediàtica va ser la del doctor Sabí Padilla -que havia assolit fama com a responsable de la preparació física de Miguel Induráin-, al qual Arrate va oferir un contracte blindat com a cap dels serveis mèdics del club. Malgrat tot, l'equip va protagonitzar una irregular campanya i Javier Irureta, l'aposta personal d'Arrate per a la banqueta, va dimitir abans de finalitzar la temporada.
L'estiu de 1995 Arrate va donar un nou cop d'efecte en el mercat de traspassos en pagar 550 milions de pessetes per a contractar l'estrella emergent de la Reial Societat, Joseba Etxeberría. Un desemborsament que, no obstant això, no va evitar una de les pitjors campanyes en la història del club, que va lluitar per evitar el descens. Els bilbaïns van acabar quinzens, la seva pitjor classificació de lliga fins a aquella data.
Després d'aquest fracàs, Arrate va armar el seu millor projecte, un cicle que va durar dos anys i amb el qual va aconseguir els èxits més grans del seu mandat. Va fitxar el tècnic Luis Fernández, que venia de triomfar amb el PSG, va mantenir a les seves principals estrelles –malgrat la marxa d'Aitor Karanka, va aconseguir blindar Julen Guerrero- i va tornar a situar l'Athletic com a un club comprador, amb fitxatges com el que seria campió del món Bixente Lizarazu o els internacionals espanyols Ismael Urzaiz, Mikel Lasa, Patxi Ferreira, Rafa Alkorta, i, sobretot, Roberto Ríos. Els 2000 milions de pessetes invertits en la seva contractació el van convertir en el fitxatge més car de la història de l'entitat i la quantitat més alta mai pagada, fins a aquella data, per un futbolista espanyol.
Amb aquests elements, en 1997 l'Athletic va aconseguir classificar-se per a la Copa de la UEFA i, un any més tard, coincidint amb la celebració del centenari del club, va aconseguir el subcampionat de lliga, la qual cosa li va permetre disputar la Lliga de Campions després de catorze anys d'absència. A l'empara d'aquests èxits esportius, Arrate va convocar eleccions anticipades en 1997, i va ser reelegit sense oposició per a quatre anys més de mandat.
No obstant això, a partir de la temporada 1999/00, el club es va estancar, tant econòmica com esportivament, malgrat la contractació de diversos futbolistes internacionals, com Andoni Imaz, Pablo Orbaiz, Tiko o Santi Ezquerro, pel qual havia desemborsat 1000 milions de pessetes.
Al març de 2001, amb prou feines dos mesos abans de celebrar-se un nou procés electoral, Arrate va anunciar la seva intenció de no presentar-se a la reelecció, posant fi a set anys de mandat. La seva última decisió va ser la creació d'una marca de roba esportiva del propi club. No va aconseguir, no obstant això, dur a terme altres projectes com la construcció del museu del club, la remodelació de les instal·lacions de Lezama o la construcció d'un nou estadi.
Els comicis es van celebrar l'1 de juny de 2001 i la candidatura de Javier Uria, que havia estat adjunt a la presidència d'Arrate fins a 1998, va ser la triada per a succeir-lo.

## Fitxatges durant el seu mandat
- 1994: Jon Andoni Goikoetxea i Bittor Alkiza.
- 1995: Joseba Etxeberria.[1]
- 1996: Lizarazu, Urzaiz i José Mari.[1]
- 1997: Alkorta, Ferreira, Roberto Ríos, Lassa, Lacruz, Nagore i Javi González.[1]
- 1998: Ezquerro, Sivori i Imaz.[1]
- 1999: Orbaiz, Tiko.[1]
- 2000: Carlos Merino.[1]